# Ropica subnotata
Ropica subnotata är en skalbaggsart som beskrevs av Maurice Pic 1925. Ropica subnotata ingår i släktet Ropica och familjen långhorningar. Inga underarter finns listade i Catalogue of Life.